# ألكسندر دوفجنكو

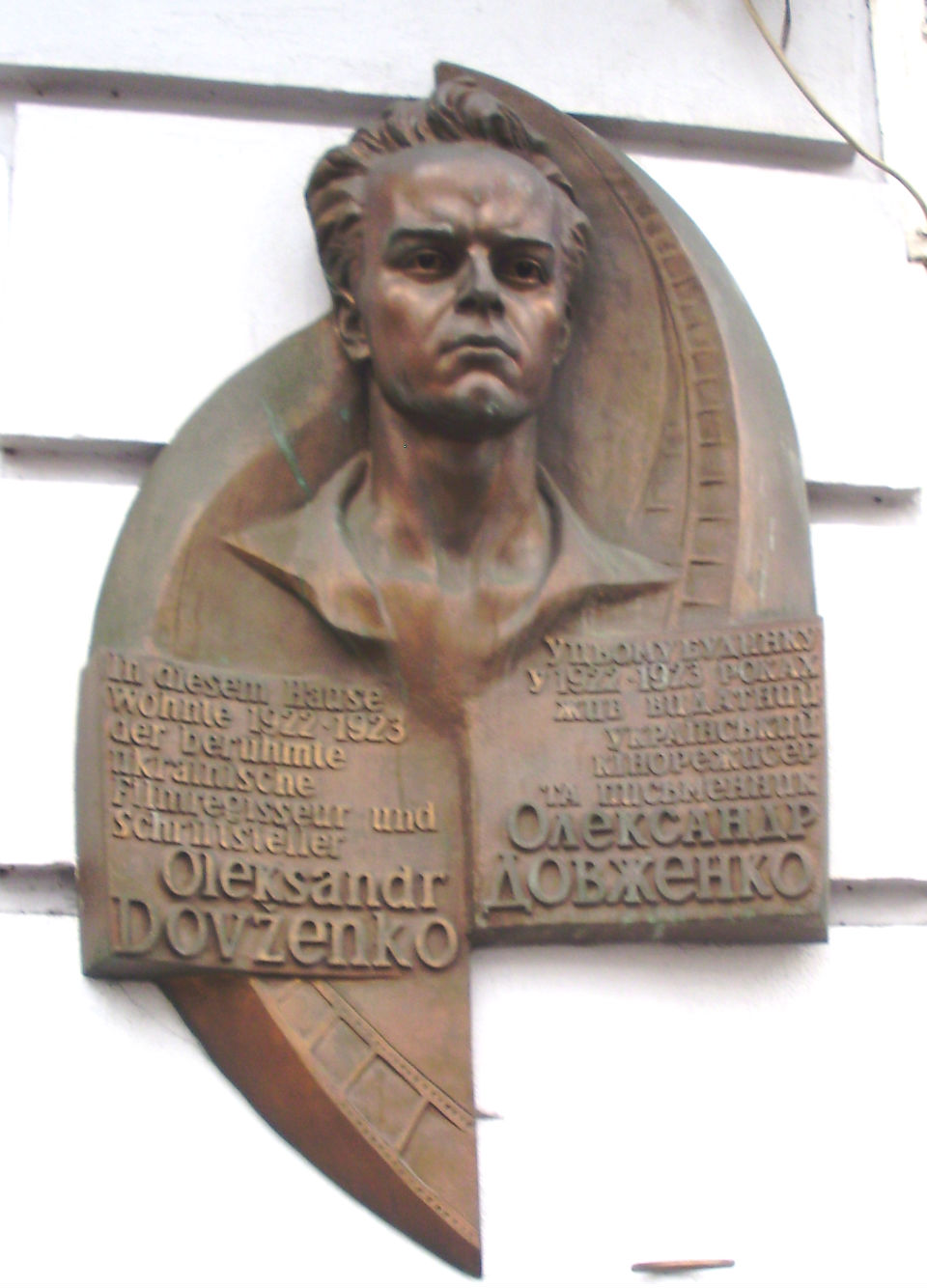
ألكسندر بتروفيتش دوفجنكو

ألكسندر بتروفيتش دوفجنكو (بالأوكرانية: Олекса́ндр Петро́вич Довже́нко)‏ (بالروسية:Александр Петрович Довженко)، (بالأوكرانية: Олександр Петрович Довженко) ولد الكسندر دوفجنكو في 10 سبتمبر 1894 في أوكرانيا، ومات في 25 نوفمبر 1956 في موسكو
. وهذا الذي سيعتبر دائماً أكبر شاعر في تاريخ الفن السينمائي، بدأ حياته رساماً وكاتباً. وفي الثلاثين تخلى عن كل شيء ليصبح سينمائياً. وهو بعد بدايات صعبة وغير مقنعة حقق فيلماً لفت الانظار هو «زفينيغورا»، ومن بعده حقق تحفتيه «الأرض» ثم «الترسانة». وهو بعد ذلك حقق الكثير من الأفلام، التي بدت متفاوتة الجودة والقيمة، ومن أبرزها «آيروغراد» (1935) و«شتشورز» (1939) وخصوصاً «قصيدة البحر» الذي توفي من دون أن ينجزه فأكملته زوجته يوليا سولنتسيفا.
حققت السينما الأوكرانية شهرةً عالميةً وذلك بفضل مُخرجها الموهوب أولكساندر دوفجنكو، والذي نال الشهرة عام 1928 بعد إنتاجه فلم "زفينيغورا" الذي جعل منه مديراً لصناعة الأفلام في ذلك الوقت. بعد ذلك قام بإخراج "الثلاثية الأوكرانية": "مستودع السلاح"، "الأرض"، "إيفان
لقد عمل دوفجنكو كصحافيٍّ حربيٍّ خلال الحرب العالمية الثانية، ثمّ بدأ يشعر بالاضطهاد من بيروقراطية ستالين في الاتحاد السوفيتي. وبعد عملٍ دام لـ 22 عاماً فقد أخرج دوفجنكو 7 أفلامٍ فقط، وقد تُوفي في موسكو إثر صدمةٍ قلبيةٍ عام 1956

## وصلات خارجية
- ألكسندر دوفجنكو على موقع IMDb (الإنجليزية)
- ألكسندر دوفجنكو على موقع الموسوعة البريطانية (الإنجليزية)
- ألكسندر دوفجنكو على موقع أول موفي (الإنجليزية)
- ألكسندر دوفجنكو على موقع قاعدة بيانات الأفلام السويدية (السويدية)
- ألكسندر دوفجنكو على موقع قاعدة بيانات الفيلم (الإنجليزية)
- ألكسندر دوفجنكو على موقع كينوبويسك (الروسية)
- Chris Fujiwara's review Neglected Giant: Alexander Dovzhenko at the MFA
- Ray Uzwyshyn Alexandr Dovzhenko's Silent Trilogy: A Visual Exploration
- John Riley "A (Ukrainian) Life in Soviet Film: Liber's Alexandr Dovzhenko", Film-Philosophy, vol. 7 no. 31, October 2003 — a review of George O. Liber (2002), Alexandr Dovzhenko: A Life in Soviet Film
- Landscapes of the Soul: The Cinema of Alexandr Dovzhenko,